# Cataloipus
Cataloipus is een geslacht van rechtvleugeligen uit de familie veldsprinkhanen (Acrididae). De wetenschappelijke naam van dit geslacht is voor het eerst geldig gepubliceerd in 1890 door Bolívar.

## Soorten
Het geslacht Cataloipus omvat de volgende soorten:
- Cataloipus abyssinicus Uvarov, 1921
- Cataloipus ambiguus Stål, 1876
- Cataloipus brunneri Kirby, 1910
- Cataloipus cognatus Walker, 1870
- Cataloipus cymbiferus Krauss, 1877
- Cataloipus fuscocoeruleipes Sjöstedt, 1923
- Cataloipus gigas Ramme, 1929
- Cataloipus himalayensis Singh & Tandon, 1978
- Cataloipus indicus Uvarov, 1942
- Cataloipus klaptoczi Karny, 1917
- Cataloipus oberthuri Bolívar, 1890
- Cataloipus pulcher Sjöstedt, 1929
- Cataloipus roseipennis Uvarov, 1921
- Cataloipus thomasi Uvarov, 1933
- Cataloipus zuluensis Sjöstedt, 1929